# Дахук (сани)
Дахук (арм. Դահուկ) — традиционные большие армянские сани ручной тяги. От обычных саней отличались сильно изогнутой формой полозьев, которые, постепенно поднимаясь, в передней части так высоко располагались над землёй, что человек мог ухватиться за них и сам тянуть сани. Использовались для переноски с гор травы и иного фуража зимой, по льду и снегу.
Были распространены в горных районах, преимущественно в Западной Армении, в частности в Сасуне.
Помимо дахука в Армении традиционно использовались такие виды саней, как кырыкашан (летние сани в Арцахе и Сюнике) и сайл.